# Rio Pomba (kommun)
Rio Pomba är en kommun i Brasilien.   Den ligger i delstaten Minas Gerais, i den sydöstra delen av landet, 800 km sydost om huvudstaden Brasília. Antalet invånare är 17 123.
Följande samhällen finns i Rio Pomba:
- Rio Pomba

Omgivningarna runt Rio Pomba är huvudsakligen savann. Runt Rio Pomba är det ganska glesbefolkat, med 32 invånare per kvadratkilometer.